# Across to Singapore
 Across to Singapore és una pel·lícula estatunidenca muda de William Nigh estrenada el 1928, protagonitzada per Ramon Novarro i Joan Crawford. La trama implica un triangle d'amor entre una dona i dos germans, junts a bord de vaixell que va cap a Singapur. El guió va ser escrit per Ted Shane basat en la novel·la  All the Brothers Were Valiant de Ben Ames Williams.
Va ser la segona pel·lícula basada en aquesta novel·la; la primera va ser All the Brothers Were Valiant (1923), i es va refer una altra vegada el 1953 amb el mateix títol

## Argument
Joel viu en un petit poble al costat del mar, és el més jove de quatre germans i està enamorat des que era petit de Priscilla, la filla dels veïns. Però Mark, el seu germà gran, capità d'un vaixell, festeja la noia. Un dia, a l'església, Mark li diu a tothom que està compromès amb Priscilla, però ella no li ha donat el seu consentiment per dir-ho. Els dos germans marxen per primera vegada junts en un viatge per mar. La salutació de Priscila és frígida, i a bord, Mark s'adona que Priscila no l'estima. Deprimit, comença a beure. Mark, en estat d'embriaguesa, és víctima de les maquinacions de Finch, un dels mariners i és abandonat a Singapur. Sense el capità, Finch assumeix el comandament pinsà i porta el vaixell a Nova Anglaterra. En arribar a casa, diu que Mark ha mort i acusa Joel de ser-ne el responsable. El jove passa uns mesos a la presó; quan surt, s'embarca i torna a Singapur a la recerca del seu germà.
Se les arregla per trobar-lo i portar-lo a bord. Però en el vaixell, té lloc una revolta i Joel s'enfronta a un motí. Marc, encara confós, s'adona del perill i torna en si, lluitant per salvar el seu germà. El capità se les arregla per recuperar el control de la situació, però està ferit de gravetat: els cops que va rebre el porten a la mort. Joel torna a casa, amb Priscilla, que l'està esperant.

## Repartiment
- Ramon Novarro: Joel Shore
- Joan Crawford: Priscilla Crowninshield
- Ernest Torrence: capità Mark Shore
- Frank Currier: Jeremiah Shore
- Dan Wolheim: Noah Shore
- Duke Martin: Matthew Shore
- Edward Connelly: Joshua Croninshield
- Jim Mason: Ship's Mate Finch (com James Mason)